# Цвери (Карельский муниципалитет)
Цвери (груз. წვერი) — село в Грузии, на территории Карельского муниципалитета края (мхаре) Шида-Картли.

## География
Село находится в центральной части Грузии, на правом берегу реки Проне Восточная, на расстоянии приблизительно 4 километров (по прямой) к северу от города Карели, административного центра муниципалитета. Абсолютная высота — 680 метров над уровнем моря.

## Население
По результатам официальной переписи населения 2014 года в Цвери проживало 592 человека (298 мужчин и 294 женщины). В национальной структуре населения грузины составляли 97,3 %, осетины — 2,5 %, русские — 0,2 %.
| Год  | Население, человек |
| ---- | ------------------ |
| 2002 | 683                |
| 2014 | ↘ 592              |